# Tabernaklet, Göteborg
Tabernaklet är en baptistkyrka som invigdes 1884 och är idag den äldsta frikyrkolokalen i Göteborg. Den ritades av arkitekten Johan August Westerberg.
Tabernaklet är hem åt Göteborgs baptistförsamling och Vineyard-församlingen i Göteborg.